# (26929) 1997 CE18
1997 سي إي 18 (ويعرف أيضًا باسم (26929) 1997 سي إي 18 وفق تسمية الكوكب الصغير) (بالإنجليزية: 1997 CE18)‏ هو كويكب ضمن حزام الكويكبات؛ وترتيبه 26929 من حيث الاكتشاف.
اكتُشف هذا الجُرم الفلكي بواسطة سبيس واتش في 7 فبراير 1997.

## وصلات خارجية
- (26929) 1997 CE18 في قاعدة بيانات مختبر الدفع النفاث لأجرام النظام الشمسي الصغيرة

- الاكتشاف · مخطط المدار ·  العناصر المدارية · المعلمات المادية

- (26929) 1997 CE18 على موقع ويكي سكاي: DSS2, SDSS, GALEX, IRAS, Hydrogen α, X-Ray, Astrophoto, Sky Map, Articles and images